# پیرابه
پیرابه (به ترکی آذربایجانی: Pirəbbə) یک منطقهٔ مسکونی در جمهوری آذربایجان است که در Yuxarı Qaramanlı واقع شده‌است.